# 974
974(구백칠십사)는 973보다 크고 975보다 작은 자연수다.

## 수학
- 합성수로, 그 약수는 1, 2, 487, 974다. 진약수의 합은 490이므로, 974는 부족수다.
  - 292번째 반소수다. 앞의 반소수는 973, 다음 반소수는 979다.
- {\displaystyle 974=17^{2}+18^{2}+19^{2}}
  - 연속하는 세 자연수의 제곱합으로 나타낼 수 있는 수다. 이 성질을 지닌 앞의 수는 869, 다음 수는 1085다.
- {\displaystyle 974=3^{2}+10^{2}+17^{2}+24^{2}}
  - 공차가 7인 네 자연수의 제곱합으로 나타낼 수 있다. 이 성질을 지닌 앞의 수는 870, 다음 수는 1086이다.
- {\displaystyle 41^{9}-1}은 974로 나누어떨어진다.

## 과학
- NGC 974(독일어판, 프랑스어판): 삼각형자리 방향에 있는 막대나선은하.
- 974 리오바(영어판): 소행성.

## 교통
- 974번 홋카이도도(일본어판)

## 군사
- U-974(영어판, 독일어판): 제2차 세계 대전에 사용된 나치 독일의 군용 잠수함.

## 문화유산
- 대한민국의 보물 제974호: 금강반야바라밀경

## 방송

### 텔레비전
- 지니 TV의 플레이런TV 채널 번호.
- B tv의 SPOTV 골프앤헬스 채널 번호.[1]
- U+ TV의 UMAX 채널 번호.

### 라디오
- 스테레오 974(영어판): 오스트레일리아의 라디오 프로그램. 주파수인 97.4 MHz에서 유래했다.

## 스포츠
- 스타디움 974: 과거 존재한 카타르의 축구 경기장. 2022년 FIFA 월드컵을 위해 건설되었으며, 대회 폐막 후 철거되었다.

## 기타
- 연도: 974년, 기원전 974년

1. ↑  B tv 케이블의 채널 번호가 같다.